# Erik Husmark
John Erik Husmark, född 26 juni 1898 i Ova församling, död 21 juli 1968 i Lidingö, var en svensk läkare.
Erik Husmark, vars far hette Svensson, avlade medicine licentiatexamen i Stockholm 1926. Han hade flera olika läkarförordnanden 1928–1934, och var extra ordinarie provinsialläkare och läkare vid Sandvikens järnverks sjukhus 1934–1950. Husmark var verkställande direktör för Sveriges läkarförbund 1950–1963, ordförande i Gestriklands läkarförening 1945–1949 och i Svenska industriläkarföreningen 1946–1950. Han var ledamot och sakkunnig i utredningen om socialförsäkring och rehabilitering (SOU 1958:17), utländska läkares efterutbildning 1955 och i Internordiska kommittén för utredning om gemensam nordisk arbetsmarknad för läkare med flera 1957. Han var också redaktör för Socialmedicinsk tidskrift 1953–1967 samt stiftare och styrelseledamot i Samfundet äldre läkare 1967.
Erik Husmark var far till journalisten Elisabeth Husmark. Han är begravd på Lidingö kyrkogård.